# Aida Begić
Aida Begić (* 9. Mai 1976 in Sarajevo) ist eine bosnische Filmregisseurin und Drehbuchautorin.

## Werdegang
Im Jahr 2000 schloss Begić ihr Studium der Film- und Theaterregie an der Akademie der darstellenden Künste Sarajevo ab. Ihr Abschlussfilm The First Death Experience wurde auf mehr als zwanzig internationalen Filmfestivals gezeigt. Er nahm an den 54. Filmfestspielen von Cannes – Official Cinefondation Selection teil und erhielt später fünf Auszeichnungen: den Preis für den Besten Kurzfilm am 6. Ourense Film Festival in Spanien im Jahr 2002, den Kritikerpreis am 30. Huesca Film Festival, ebenfalls in Spanien, den Methexis Award auf dem MedFilm Festival in Italien, eine besondere Erwähnung der Jury am 9. Filmfestival und Kurzfilm des Archipels für neue Medien in Italien, 2001.
Begić ist Assistenzprofessorin für Regie an der Akademie der darstellenden Künste Sarajevo. Sie produzierte eine Reihe an Werbespots, Videos und Werbefilmen. 2004 gründeten sie mit  Elma Tataragic die Produktionsfirma Mamafilm.

## Filmografie
- 2008: Snijeg
- 2011: Do Not Forget Me Istanbul
- 2012: Djeca
- 2014: Les Ponts de Sarajevo
- 2017: Beni Bırakma